# Chrysosoma stolyarovi
Chrysosoma stolyarovi är en tvåvingeart som beskrevs av Grichanov 1998. Chrysosoma stolyarovi ingår i släktet Chrysosoma och familjen styltflugor. Inga underarter finns listade i Catalogue of Life.